# 埃里沃什 (英國國會選區)

選區在德比郡的位置

埃里沃什（英語：Erewash），英國國會一郡選區，位於德比郡東南部，包括埃里沃什東部的十八個地方選區。
本區始設於1983年，歷史上保守黨較為佔優。2010年大選中保守黨的傑西卡·李以39.5.0%選票首次勝出，從工黨手中奪回失落十三年的議席。